# Нижний Березов
Ни́жний Бере́зов (укр. Нижній Березів) — село в Яблоновской поселковой общине Косовского района Ивано-Франковской области Украины.
Население по переписи 2001 года составляло 1231 человек. Занимает площадь 20,334 км². Почтовый индекс — 78615.

## Религия
В селе действует приход УГКЦ.

## Известные уроженцы
- Николай Арсенич (1910—1947) — украинский националист, генерал УПА, начальник Службы Безопасности ОУН.
- Василий Голинский[1]
- Иван Малкович